# Белградский мирный договор (1739)
Белградский мирный договор 1739 года — договор, завершивший русско-турецкую войну 1735—1739 года. Подписан 18 (29) сентября 1739 года в Белграде.

## Основные сведения
В 1737 году переговоры в Немирове завершились безрезультатно. В течение 1738 года было относительное затишье, а в 1739 году боевые действия возобновились. В результате кампании в августе—сентябре 1739 года русские войска под командованием Миниха нанесли османской армии поражение под Ставучанами и заняли Хотин и Яссы. Однако союзница России Австрия потерпела ряд поражений и 21 августа (1 сентября) 1739 год была вынуждена заключить сепаратный мирный договор, по которому уступала Турции области в Сербии и Валахии, включая Белград. Помимо Белграда, Порта получала обратно большую часть земель, которые она потеряла в Сербии, Боснии и Валахии по условиям Пожаревацкого договора. Граница между Австрией и Турцией вновь пролегла по Дунаю, Саве и гористой провинции Темешвар. По сути, Австрия потеряла многое из того, что получила по итогам войны 1716—1718 годов. Это, а также ухудшение отношений со Швецией (через два года между двумя странами произошла война) осложнило положение России и вынудило её начать переговоры о мире.
Переговоры проходили при посредничестве французского представителя маркиза де Вильнёва. По условиям мира Россия приобрела Азов (при условии срытия укреплений), небольшие территории вдоль среднего течения Днепра и право построить крепость на донском острове Черкасе (а Турция — в устье Кубани). Независимость Черкесии была официальна признана Россией, однако позже она нарушила это условие договора напав на неё в 1763-м году и отозвав признание её суверенитета. России запрещалось иметь военный флот на Азовском и Чёрном морях, торговля с Турцией могла вестись только с использованием турецких кораблей. Русским паломникам были даны гарантии свободного посещения святых мест в Иерусалиме.
Белградский мир был невыгоден России, поскольку Россия теряла многие территориальные завоевания и выход к Чёрному морю. Условия мира были пересмотрены Кючук-Кайнарджийским мирным договором 1774 года.